# آب‌انبار نجم‌آباد
آب‌انبار نجم‌آباد مربوط به اواخر دوره قاجار است و در یزد، نعیم آباد، کوچه شهید محمد صادق کهدوئی واقع شده و این اثر در تاریخ ۹ اردیبهشت ۱۳۸۲ با شمارهٔ ثبت ۸۵۴۵ به‌عنوان یکی از آثار ملی ایران به ثبت رسیده است.